# Paul Kustermans
Paul Emiel Corneel Kustermans (Kumtich, 16 juli 1936) is een Vlaams schrijver. 
Kustermans is gepensioneerd leraar Nederlands, maar hij is nog steeds een actief schrijver van jeugdboeken, waarvan er enkele bekroond werden, en van handboeken voor gebruik in het secundair onderwijs.

## Prijzen
- 1985 - Referendumprijs voor het Kinderboek, voor De langste weg
- 1985 - Prijs van de Kinder- en Jeugdjury Vlaanderen, goud voor De langste weg
- 1985 - Kinder- en Jeugdjury Limburg: brons voor De langste weg
- 1987  Prijs van de Kinder- en Jeugdjury Vlaanderen, zilver voor Ik heb je herkend
- 1988 - Prijs van de Kinder- en Jeugdjury Vlaanderen, goud voor Timoe
- 1993 - Prijs van de Kinder- en Jeugdjury Vlaanderen, goud voor Oorlogsjaren
- 1993 - Prijs van de Kinder- en Jeugdjury Limburg, zilver voor Oorlogsjaren
- 1995 - Prijs van de Kinder- en Jeugdjury Vlaanderen, brons voor De foto
- 1996 -  Prijs van de Kinder- en Jeugdjury Vlaanderen, brons voor Land in oorlog
- 1997 - Boekenwelp, voor Voor Paulien
- 1997 - Prijs van de Kinder- en Jeugdjury Vlaanderen, goud voor Voor Paulien
- 1997 - Prijs van de Kinder- en Jeugdjury Limburg, zilver voor Voor Paulien
- 1998 - Prijs van de Kinder- en Jeugdjury Vlaanderen, goud voor Voorbij de regenboog
- 1998 - Kinder- en Jeugdjury Limburg, zilver voor Voorbij de regenboog
- 1998 - Kinder- en Jeugdjury Vlaanderen, brons voor De wraak van een koningsdochter
- 2002 - Die Kinder- und Jugendbuchliste (Bremen/SR), voor Voorbij de regenboog
- 2003 - Die 10 Bremer Besten (Kinder- und Jugendbuch), voor Voorbij de regenboog

## Titels
- Handen af! (1981)
- Twee koningszonen (1982)
- Operatie Vanessa: thriller (1982)
- De langste weg (1984)
- Ik heb je herkend (1986)
- Timoe (1987)
- Negen is het getal (1988)
- Want dit is Jeruzalem (1988)
- Een legioen in de val (1989)
- Oorlogsjaren (1991)
- Gezocht: groene jongen (1992)
- In het land van de farao's (1993)
- Tussen droom en daad (1993)
- De foto (1993)
- Land in oorlog (1994)
- De stem (1995)
- Voor Paulien (1995)
- De laatste koningin. Het verhaal van Cleopatra en Marcus Antonius (1996)
- Voorbij de regenboog (1997)
- De wraak van een koningsdochter (1998)
- Ik ben de jachtluipaard (1999)
- Floris en Belle (2000)
- Speurneuzen (2001)
- Kallinos van Messene (2002)
- De vergissing (2003)
- De voorspelling (2004)
- Feun en de vloek van de Sjamaan (2005)
- Feun en de geest van de rode dood (2006)
- Feun en het wolvenmeisje (2007)
- Feun en de zwarte magiër (2009)
- De Valeriusmoorden (2012)